# OD Krim
OD Krim (slovenska: Odbojkarsko društvo Krim) är en volleybollklubb från Ljubljana, Slovenien. Deras elitlag spelar i 1A. DOL (högsta serien) sedan säsongen 2020/2021 och deltog i CEV Challenge Cup 2021–2022.